# På landsbygden
På landsbygden – Skildringar är en samling folklivsskildringar av Alfhild Agrell. Den utgavs av Hugo Gebers förlag år 1887. Omslaget tecknades av Jenny Nyström.
Samlingen är skriven på dialekt och innehåller bland annat berättelsen Ett norrländskt fiskeläge, en detaljerad skildring av fiskarnas liv och fiskets organisation.